# 한남대교
한남대교 (漢南大橋)는 서울특별시 용산구 한남동과 강남구 신사동 사이를 잇는 다리로, 처음에는 제3한강교라 불렸다. 1966년 1월 19일 착공하여 1969년 12월 25일에 준공되었다. 교통량 증가와 다리의 노후화로 1996년 12월 기존 다리 서쪽에 새 다리를 착공, 2001년 3월 개통하였다. 이후 기존 다리는 보수공사를 진행하여 2004년 8월 9일 재개통, 현재의 12차로로 구성된 다리가 완성되었다. 이 다리를 통해 강남대로 및 경부고속도로에서 남산1호터널 및 명동·을지로 일대로 직결된다. 경부고속도로에서 이 다리를 건널 수 있다. 원래 명칭은 '제3한강교'였으나 1985년 현재의 이름으로 바뀌었다. 915m의 비교적 짧은 다리이다. 과거 경부고속도로의 종점이었다. 명동 방향에만 시내버스 정류장이 설치되어 있다.
제3한강교라는 이름으로 1969년 당시 준공 개통하였으나, 1985년 한남대교로 개칭되었으며, 대한민국 교량 중 하루 평균 차량 통행량이 가장 많은 교량(217,618대/일, 2016년 기준)이다.
아시안 하이웨이 의 일부이며, 한남동에서 이 다리 남단 방향으로 진행하면 경부고속도로로 향하게 된다.

## 관련 작품

### 가요
한남대교를 소재로 하여 1979년 혜은이가 '제3한강교'라는 노래를 발표하였다. 